# Пейджленд (Південна Кароліна)
Пейджленд (англ. Pageland) — місто (англ. town) в США, в окрузі Честерфілд штату Південна Кароліна. Населення — 2456 осіб (2020).

## Географія
Пейджленд розташований за координатами 34°46′19″ пн. ш. 80°23′21″ зх. д. / 34.77194° пн. ш. 80.38917° зх. д. (34.771892, -80.389291).  За даними Бюро перепису населення США в 2010 році місто мало площу 11,42 км², з яких 11,31 км² — суходіл та 0,11 км² — водойми.

## Демографія
Згідно з переписом 2010 року, у місті мешкало 2760 осіб у 1053 домогосподарствах у складі 701 родини. Густота населення становила 242 особи/км².  Було 1246 помешкань (109/км²).
Расовий склад населення:
| - 52,5 % — білих - 32,9 % — чорних або афроамериканців - 0,7 % — азіатів - 0,5 % — корінних американців - 11,3 % — осіб інших рас |

До двох чи більше рас належало 2,1 %. Частка іспаномовних становила 13,9 % від усіх жителів.
За віковим діапазоном населення розподілялося таким чином: 23,7 % — особи молодші 18 років, 61,6 % — особи у віці 18—64 років, 14,7 % — особи у віці 65 років та старші. Медіана віку мешканця становила 37,1 року. На 100 осіб жіночої статі у місті припадало 97,6 чоловіків;  на 100 жінок у віці від 18 років та старших — 99,1 чоловіків також старших 18 років.
Середній дохід на одне домашнє господарство  становив 39 929 доларів США (медіана — 30 077), а середній дохід на одну сім'ю — 49 491 долар (медіана — 40 129). Медіана доходів становила 37 965 доларів для чоловіків та 22 129 доларів для жінок. За межею бідності перебувало 22,0 % осіб, у тому числі 35,4 % дітей у віці до 18 років та 18,1 % осіб у віці 65 років та старших.
Цивільне працевлаштоване населення становило 1142 особи. Основні галузі зайнятості: виробництво — 21,5 %, освіта, охорона здоров'я та соціальна допомога — 20,9 %, роздрібна торгівля — 13,7 %, мистецтво, розваги та відпочинок — 11,6 %.